# Jo (kana)
A hiragana よ, katakana ヨ, Hepburn-átírással: yo, magyaros átírással: jo japán kana. A hiragana a 与 kandzsiból származik, a katakana pedig a 與 kandzsiból. A godzsúonban (a kanák sorrendje, kb. „ábécérend”) a 38. helyen áll. Dakutennel és handakutennel képzett alakja nincs. Kisebb írásmódú alakjával képezik a jóon kettőshangzók egy részét.
|          | Hepburn és magyaros | Hiragana (Unicode) | Katakana    |
| -------- | ------------------- | ------------------ | ----------- |
| Alapalak | yo jo               | よ (U+3088)        | ヨ (U+30E8) |

## Vonássorrend
|  |  |
|  |  |